# Mur murs
Pour plus de détails, voir Fiche technique et Distribution.
Mur murs est un film documentaire franco-américain d'Agnès Varda sur les peintures murales d'artistes californiens à Los Angeles. Réalisé en 1981, il est sorti en France le 20 janvier 1982.

## Synopsis
La grande majorité des scènes du film sont des plans des peintures murales dans Los Angeles, souvent avec leurs auteurs ou modèles devant. Le film alterne entre une narration d'Agnès Varda et des commentaires des artistes mais aussi des habitants du quartier. 
Le film se concentre particulièrement sur les artistes chicanos, mais sont inclus aussi des artistes d'autres origines. Le film médite sur le rôle de la violence de l’État, et comment elle affecte les communautés où les fresques sont situées autant que les fresques elles-mêmes.
Le titre du film est un jeu de mots : Varda suggère dans le film que les fresques sur les murs murmurent entre elles.

## Fiche technique
- Réalisation : Agnès Varda
- Scénario : Agnès Varda
- Date de sortie : 20 janvier 1982
- Durée : 81 minutes

## Distribution
- Juliet Berto
- Agnès Varda
- Judy Baca
- Mathieu Demy